# Pero miplesetharia
Pero miplesetharia är en fjärilsart som beskrevs av Charles Oberthür 1912. Pero miplesetharia ingår i släktet Pero och familjen mätare. Inga underarter finns listade i Catalogue of Life.